# باقرساق (روستا)
باقرساق (به لاتین: Bağırsaq) یک منطقه مسکونی در جمهوری آرتساخ است که در استان شاهومیان واقع شده است.